# Francisco Solano (santo)
São Francisco Solano, nascido Francisco Sánchez Solano Jiménez (Montilla, 10 de março de 1549 — Lima, 14 de julho de 1610), foi um frade franciscano e santo da Igreja Católica.
Seus pais eram Mateo Sánchez Solano e Ana Jiménez. Morreu no Peru e seus restos mortais se encontram na Basílica Menor e Convento de São Francisco o Grande, em Lima.
Foi canonizado pelo Papa Bento XIII em 1726.